# Nu poți grăbi dragostea
Nu poți grăbi dragostea este un film românesc din 2009 regizat de Florian Simovici.